# Apache Cocoon
Apache Cocoon, часто называемый просто Cocoon, — программный каркас для разработки веб-приложений. Он ориентирован на использование XML и построен с использованием языка программирования Java. Гибкость, завязанная на использование XML, позволяет публиковать содержимое в различных форматах, включая XML, PDF и WML. В частности, на основе данного программного каркаса создана мощная система управления содержимым Apache Lenya. Cocoon также широко используется как средство хранения данных, а также как промежуточное программное обеспечение для передачи данных между системами.